# کوه گرامادا
کوه گرامادا (به صربی: Gramada) یک کوه در صربستان است که در تسرنا تراوا واقع شده‌است. کوه گرامادا ۱٬۷۲۱ متر بالاتر از سطح دریا واقع شده‌است.